# Jan Habryka
Jan Habryka (ur. 2 sierpnia 1840 w Brzęczkowicach, zm. 8 czerwca 1928 w Janowie) – polski górnik, działacz narodowy i społeczny, uczestnik powstania styczniowego.

## Życiorys
Urodził się 2 sierpnia 1840 roku w Brzęczkowicach (późniejsza część Mysłowic). W późniejszych latach przeprowadził się wraz z rodziną do Janowa (późniejsza część Katowic), a wskutek ciężkich warunków materialnych już jako młody chłopiec podjął pracę jako górnik – na późniejszej kopalni „Wieczorek”.
Gdy w 1863 roku wybuchło powstanie styczniowe, przedostał się do Królestwa Kongresowego i wstąpił prawdopodobnie do oddziału Apolinarego Kurowskiego, który operował na pograniczu Górnego Śląska. Po upadku powstania wrócił na Górny Śląsk, dalej pracując jako górnik i angażując się w działalność propolską.
W okresie powstań śląskich i plebiscytu, pomimo podeszłego wieku, udzielał się w akcji propagandowej. W latach międzywojennych został awansowany na stopień podporucznika. Zapraszano go do szkół, gdzie opowiadał uczniom o wojennych doświadczeniach. Był przyjacielem Związku Powstańców Śląskich – zrzeszony był w grupie Janów Miejski.
Zmarł 8 czerwca 1928 roku w Janowie, a jego pogrzeb był wielką manifestacją patriotyczną.

## Życie prywatne
Pochodził z rodziny Stanisława i Katarzyny z domu Żabczyńska.
Miał kilkoro dzieci, w tym córkę Julię Knapkową, działaczkę narodową. Jego wnuk Roman Knapek brał udział w obronie Górnego Śląska we wrześniu 1939 roku i został ścięty w katowickim więzieniu 13 października 1942 roku. Spokrewniony był także z Julią Habryką, którą aresztowano i zabito z rąk Niemców za uczestnictwo w ruchu oporu.